# Linkfarm
Als Linkfarm wird eine Ansammlung von Webseiten im Web bezeichnet, die primär dem Zweck dient, möglichst viele Hyperlinks auf eine andere Webpräsenz zu legen.

## Zweck
Die Erstellung solcher Linkfarmen dient der Suchmaschinenoptimierung bzw. der Manipulation von Suchmaschinen, d. h., die verlinkte Website soll für Suchanfragen auf einen der ersten Plätze der Trefferliste gebracht werden. Dabei sind die einzelnen Seiten einer solchen Linkfarm vielfach einander sehr ähnlich oder identisch.
Hierbei wird die Tatsache ausgenutzt, dass Suchmaschinen Webseiten nicht nur anhand des auf der Seite vorkommenden Textes, sondern auch anhand verweisender Links und deren Ankertext bewerten. Mehr verweisende Links bedeuten dabei in der Regel eine bessere Platzierung in den Suchergebnissen.

## Verhinderung
Allerdings berücksichtigen Suchmaschinen nicht nur die Anzahl der auf eine Seite verweisenden Links, sondern auch deren Qualität (Linkpopularität, bei Google durch den PageRank berechnet). Eine ähnliche Technik verwendet auch die Google-Bombe. Dabei soll eine Seite jedoch nicht aufgewertet, sondern in einen speziellen Bezug gesetzt werden. Die Richtlinien der meisten Suchmaschinen warnen vor der Erstellung von Linkfarmen. Verstöße können mit dem Ausschluss einzelner Seiten oder ganzer Domains aus dem Suchindex geahndet werden. Google beispielsweise erkennt inzwischen Linkfarmen zielsicher und entwertet diese Links.
Eine andere – mit den Richtlinien konforme – Möglichkeit, den Rang einer Internetseite zu verbessern, ist das Linkbuilding. Hierbei werden Webmaster anderer relevanter Seiten kontaktiert, um von diesen einen Link auf die eigene Seite zu erhalten.

## Weitere Bedeutung
Linkfarm nennt man auch Dateisysteme oder Verzeichnisse, die aus vielen Links (unter Unix: symbolic links) auf die eigentlichen Daten bestehen, ggf. in mehreren Ebenen. Das wird gemacht, um mehr Flexibilität zu erreichen oder wenn Daten, die in einem festen Dateisystem vorliegen, unter anderen Namen präsentiert werden sollen.